# 美国电气工程学会
美国电气工程师学会（American Institute of Electrical Engineers，AIEE）是成立于美国的电气工程师组织，活跃于1884年至1962年之间。1963年1月1日，它与无线电工程师学会（IRE）合并组建电气电子工程师学会（IEEE）。

## 历史
美国电气工程师学会（AIEE）的1884位创始人包含了当时电气工程领域的最著名的一些发明家和创新者，分别是：尼古拉·特斯拉、爱迪生、伊莱休·汤姆森、埃德温·休斯顿和爱德华·威士顿。成立学会的最初目的是“促进与电力的生产和使用相关的人文与科学，增进这些行业从业人员的福利：通过举行社交活动，阅读和讨论专业论文，以及发布出版物，使成员和学会内的信息流动起来。”电气工程师学会的第一任主席是诺温·格林（Norvin Green），西联汇款的总裁。其他较为人知的主席有亚历山大·格拉汉姆·贝尔（Alexander Graham Bell，1891-1892），查尔斯普罗透斯·斯坦梅茨（Charles Proteus Steinmetz，1901-1902），比昂·阿诺德（Bion J. Arnold，1903-1904），斯凯勒·惠勒（Schuyler S. Wheeler,1905-1906），杜格尔德·杰克逊（Dugald C. Jackson，1910-1911） ，拉尔夫·梅尔尚（Ralph D. Mershon，1912-1913），米海洛·卜平（Michael I. Pupin，1925-1926）和泰特斯·勒克莱尔（Tituc G. LeClair，1950-1951）。
学会的第一次技术会议在1884年国际电气博览会期间于宾夕法尼亚州费城市的富蘭克林研究所举行（10月7日至8日）。在纽约市运营了几年后，学会在1902年开始设立地方部门。首先在于1902年美国芝加哥和伊萨卡设立分社，随后也在其他国家设立分社（美国以外的第一个分社在加拿大安大略的多伦多市，并于1903年成立）。学会除了地域结构外，不久后又新增了技术方面结构。1903年，学会的第一个技术委员会——高压传输委员会正式成立。早在1891年，委员会就开始其标准化工作。最初只成立了关于单位和标准的委员会，随后又成立了标准布线委员会。
1946年，美国电气工程师学会大规模计算小组委员会的成立被认为是计算机工程史上的一个重要里程碑。 这是专业协会首次认识到计算机和计算机技术在电气工程学中的重要性。
美国电气工程师学会早期活跃技术领域是电力，照明和有线通信。而成立于1912年的竞争对手无线电工程师学会主要关注于无线电和无线通信。20世纪40年代，无线电技术的蓬勃发展以及电子学新学科的兴起导致了美国电气工程师学会与无线电工程师学会之间激烈的竞争。无线电工程师学会在20世纪50年代和60年代初呈现出更快的增长，吸引了更多的学生。1957年，无线电工程师学会拥有约55500名成员，超过了美国电气工程师学会的成员规模。到1962年，无线电工程师学会成员增加至96500，美国电气工程师学会只有57000人。

## 学会第一个标志
1884年美国电气工程师学会成立后，学会主席亚历山大·格雷厄姆·贝尔博士（Dr. Alexander Graham Bell）领导的委员会在1891年至1892年间创造了成员的徽章。该徽章的标志描绘了本杰明·富兰克林的风筝 ，代表电的发现。该设计中，还有一根中点穿过检流计的金线，模仿了惠斯登电桥。此外，徽标的底部还有欧姆定律和“AIEE”字样。 四年后，这个复杂的标志被更换。

## 合并与发展
美国电气工程师学会和在1963年合并成为电气电子工程师学会(IEEE)，不久之后成为世界上最大的技术学会。